# ダールグレン事件

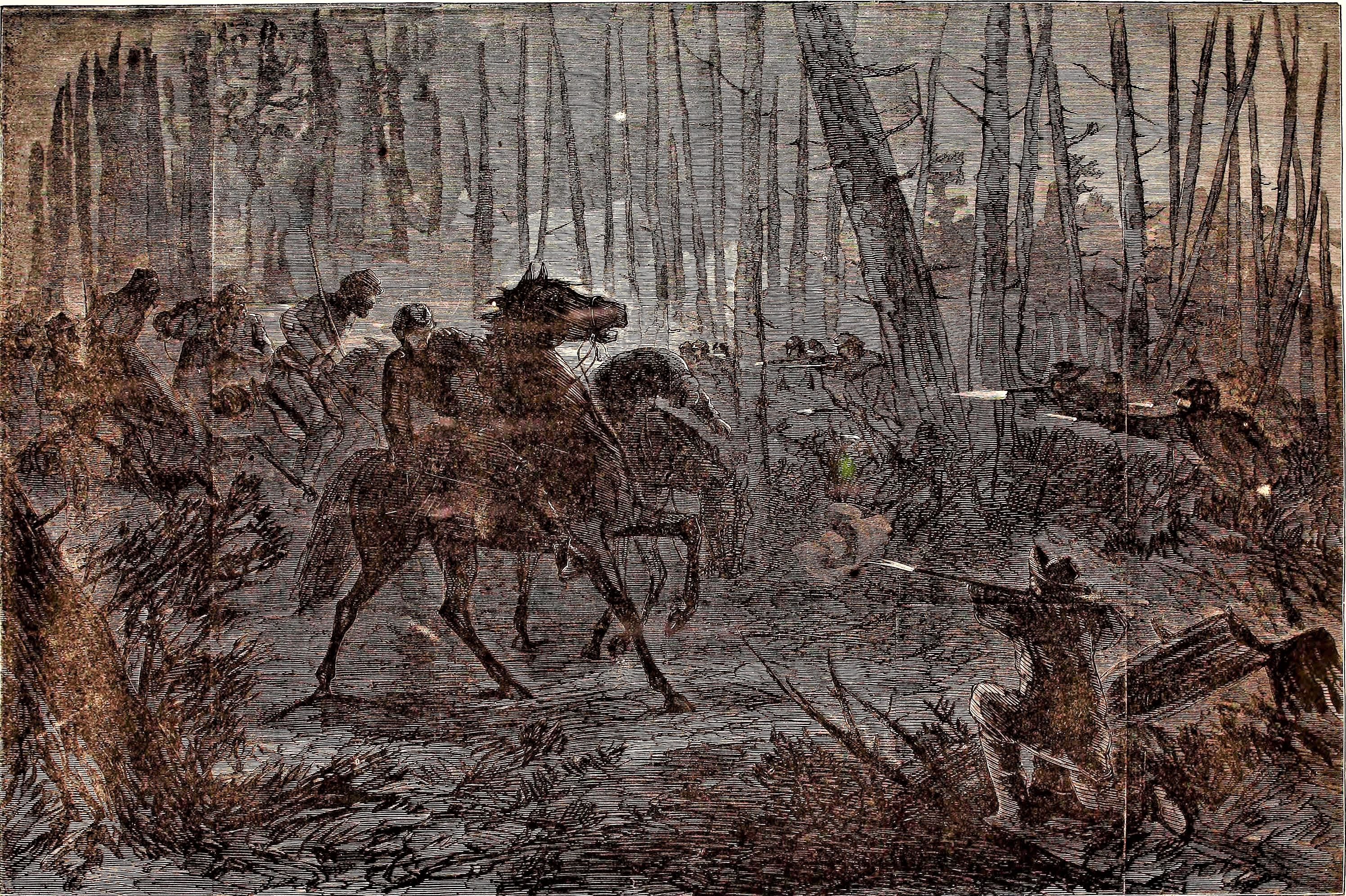
ハーパーズ・ウィークリー誌に掲載された、待ち伏せを受け殺害されたダールグレン大佐の様子

ダールグレン事件（ダールグレンじけん、Dahlgren affair）は、南北戦争中に発生した事件である。発端は、1864年3月の北軍によるアメリカ連合国（南部連合）首都リッチモンド襲撃の失敗であった。ジャドソン・キルパトリック准将とウルリック・ダールグレン大佐は、ベル島にて収監されている北軍捕虜の解放および南部連合のインフラ破壊を目的に、この襲撃を実施した。
襲撃は失敗に終わり、ダールグレンはウォーカートンからの撤退中に殺害された。その後、ダールグレンの遺体から命令書が回収された。これによれば、ダールグレンの帯びた使命は、ベル島から北軍捕虜を解放した後、彼らを可燃物で武装させ、リッチモンド市街の焼き討ちを行った上、ジェファーソン・デイヴィス連合国大統領および閣僚らを暗殺するというものであった。
この命令書はリッチモンドの地元紙に掲載され、エイブラハム・リンカーン合衆国大統領自らが指示を出したのではないかという推測を伴って、南部各地で激しい怒りを引き起こした。ダールグレンの遺体は怒り狂った暴徒らにバラバラに引き裂かれ、リッチモンドの街中に晒された。一方、北部の人々もまた、ダールグレンの遺体が冒涜されたという報告に激怒した。北部の報道やダールグレン大佐の父であるジョン・A・ダールグレン提督は、問題の命令書は捏造されたものだと主張した。ジョージ・ミード北軍少将はロバート・E・リー南軍大将に対し、命令が北軍によって承認されたものでない旨を個人的に保証しなければならなかった。この事件に関する論争は、ジョン・ウィルクス・ブースによるリンカーン大統領の暗殺の遠因の1つとも言われている。
命令書の真偽、およびその作者は明らかではない。しかし、歴史家スティーブン・W・シアーズは、捕虜解放およびリッチモンド焼き討ち、大統領暗殺という一連の作戦の背後にいた高官として、エドウィン・スタントン合衆国陸軍長官の名を挙げている。ダールグレンの襲撃に同行した情報部員ジョン・マッケンティ大尉（John McEntee）は、マーセナ・パトリック准将に対し、新聞に掲載された命令書はダールグレン自身がマッケンティに語った内容と一致するので本物であると証言した。このことは別の情報部員ジョン・バブコック（John Babcock）によって確認されている。
戦後、旧連合国政府の公文書等の回収および保存を担当していたフランシス・リーバーに対し、スタントン長官はダールグレン大佐の命令書に関する問い合わせを行った。リーバーがスタントンにこれを引き渡すように命じられた後、命令書の所在はわからなくなった。

## 背景
連合国政府が黒人北軍兵をディックス＝ヒル捕虜交換協定の対象に含めることを拒否したため、1863年から1864年の冬の時点でベル島やリビー監獄といった南軍側の捕虜収容所は危険なほどの過密状態にあった。南軍の捕虜収容所では、毎月およそ1,500人の北軍捕虜が命を落としていた。
当時、リッチモンドを守備する南軍の兵力が極めて少ない旨が諜報員から報告されていたため、北軍のジャドソン・キルパトリック准将はリッチモンドへの騎兵による大胆な襲撃の実施を提案し、エドウィン・スタントン陸軍長官はこれを承認した。当時、キルパトリックは向こう見ずな指揮官としてその名を知られており、「騎兵殺し」（Kill-Cavalry）というあだ名がつけられていた。キルパトリックは支援部隊の指揮官として、ウルリック・ダールグレン大佐を選んだ。ダールグレンはゲティスバーグの戦いで片足を失っていたものの、休養後には戦地に戻ることを熱望していた。

## キルパトリックとダールグレンの襲撃
キルパトリックとダールグレンは、ベル島からの捕虜の救出と連合国のインフラ破壊を目的として、襲撃作戦を実施した。この作戦は、ウォーカートンの戦いとしても知られる。
2月28日、キルパトリックとダールグレンはバージニア州スティーブンスバーグを出発した。キルパトリックは3,500人の兵士を率いてリッチモンドを北から攻撃し、ダールグレンは500人を率いて南から攻撃した。しかし、予期しなかった冬の嵐に巻き込まれ、雪、みぞれ、雨の影響により、彼らの進軍は大幅に遅れることとなる。
ダールグレン隊はドーバー・ミルス（Dover Mills）からほど近いジェームズ川の浅瀬まで進んだが、ここ数日の雨による増水のために渡河できなかった。ダールグレンは作戦を変更し、リッチモンドの東から攻撃を行うことにした。彼らは戦闘音を聞いてキルパトリック隊の援護に向かったものの、南部郷土防衛隊部隊と遭遇し、進軍を阻止されてしまう。ダールグレン隊は東側へと撤退し、キルパトリック隊との合流を図った。
撤退中も南軍からの攻撃に晒され続けた末、やがて部隊は分断されてしまう。3月3日夜、キング・アンド・クイーン裁判所近くで、ダールグレンおよび部隊の一部はジェイムズ・ポラード中尉（James Pollard）に率いられた南軍バージニア騎兵150人によって待ち伏せを受けた。ダールグレンは4発の銃撃を受けて戦死した。その他にも何人かの北軍兵がこの戦闘で死亡したほか、135人が捕虜となった。

## ダールグレンの命令書の発見

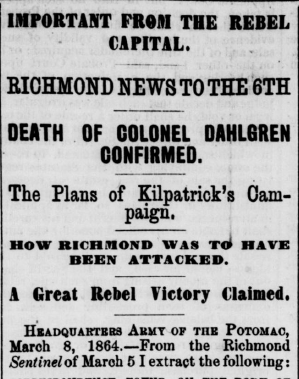
ダールグレンの襲撃を報じる記事の見出し（1864年3月）

ダールグレンの遺体を発見したのは、ウィリアム・リトルページ（William Littlepage）という13歳の少年だった。彼は金目のものを探したものの書類が収められた袋しか見つからず、これを担任教師のエドワード・ハルバック（Edward Halbach）に渡した。この書類は命令書で、ベラ島から捕虜を開放し、彼らを可燃物で武装させ、リッチモンドを焼き討ちし、さらにはジェファーソン・デイヴィス連合国大統領および閣僚らの捕縛および殺害を命ずるものであった。
なお、命令書の発見された経緯については異説もある。1865年10月16日付の『アレクサンドリア・ガゼッタ』紙（Alexandria Gazette）などの情報源によれば、ヒロス・フォン・ボルケ少佐に率いられた一団がダールグレンを殺害した後に遺体を調べて命令書を発見し、彼の副官からフィッツヒュー・リー将軍に渡されたとされている。アメリカ議会図書館に保存されている1864年以降の新聞の記録を遡っても、ダールグレンの死に関連して「リトルページ」や「ハルバック」という名は見当たらないという。
命令書は次のような内容だった：
彼らを集結して武装させ、市街に侵入してこれを破壊し、さらにジェフ・デイヴィスと閣僚を殺すこと。

The men must keep together and well in hand, and once in the city it must be destroyed and Jeff. Davis and Cabinet killed.
ハルバックはリチャード・H・バグビー大尉（Richard H. Bagby）に文書の発見を報告した。3月3日14時、バグビーはジェイムズ・ポラード少尉（James Pollard）にこの文書を渡し、上官リチャード・L・T・ビール大佐に届けさせた。ビールはポラードに対し、直ちにリッチモンドの軍司令部に報告せよと命じた。3月4日午後、ポラードはリッチモンドに到着し、フィッツヒュー・リー将軍に文書を渡した。内容に驚いたリーは、直ちにデイヴィス大統領とジュダ・ベンジャミン国務長官にこれを渡した。デイヴィスは静かに文書に目を通していたが、閣僚を含む暗殺指令の部分に差し掛かると、「これは君のことだね、ベンジャミン君」（That means you, Mr. Benjamin）と述べたという。その後、リーはこの文書を陸軍省にも報告するよう命じられ、ジェイムズ・セドン陸軍長官の元へと届けられた。セドンは文書の公開を決断してデイヴィスの承認を求めた。リッチモンド地元各紙は陸軍省から会見の連絡を受けて集まった後、文書のコピーを受け取った。3月5日、『リッチモンド・エグザミナー』紙の朝刊が文書について報じ、南部各地での怒りを引き起こした。記事ではダールグレンをアッティラに喩え、暗殺命令はエイブラハム・リンカーン合衆国大統領直々の特命ではないかと推測されていた。

## ダールグレンの遺体の損壊
当初、ダールグレンの遺体は戦死した場所にそのまま埋められていた。しかし、文書の公開後には怒り狂った人々によってバラバラにされた上、ヨーク川鉄道基地にて晒された。木製の義足は店先に展示され、指輪を外すために指が切り落とされていた。ダールグレンの遺体の損壊が報じられると、北部の人々の間に激しい怒りが引き起こされた。
遺体が晒された後、ダールグレンはリッチモンドのオークウッドの無名墓に埋葬された。北軍の諜報員エリザベス・バン・ルーは、ダールグレンの遺体がこれ以上冒涜されないように、リッチモンドでの人脈を活かして遺体を密かに掘り返し、リッチモンドから10マイル離れた農場に埋め直した。最終的に、ダールグレンの遺体はフィラデルフィアのローレルヒル墓地に改めて埋葬された。

## 合衆国の反応
北部の新聞には命令書が偽造されたものであるという記事が掲載され、ダールグレン大佐の父であるジョン・A・ダールグレン提督は、息子がそのような陰謀に関与したことを強く否定した。北軍のジョージ・ミード少将は南軍のロバート・E・リー大将に対し、命令が北軍によって承認されたものでない旨を個人的に保証しなければならなかった。この事件に関する論争は、ジョン・ウィルクス・ブースがリンカーン大統領の暗殺を決断した遠因の1つとも言われている。
命令書を作成したのがダールグレン、キルパトリック、スタントン長官、あるいはリンカーン大統領のうちの誰だったのかは定かではない。歴史家スティーブン・W・シアーズは、捕虜解放およびリッチモンド焼き討ち、大統領暗殺という一連の作戦の背後にいた高官として、スタントンの名を挙げている。また、命令書の真偽も不明である。命令書ではダールグレンの名の綴りが間違っていたものの、ダールグレンの襲撃に同行した情報部員ジョン・マッケンティ大尉（John McEntee）は、マーセナ・パトリック准将に対し、新聞に掲載された命令書はダールグレン自身がマッケンティに語った内容と一致するので本物であると証言した。このことは別の情報部員ジョン・バブコック（John Babcock）によって確認されている。『The Dahlgren Affair: Terror and Conspiracy in the Civil War』の著者デュアン・シュルツ（Duane Schultz）は、この命令書が南軍情報部が計画したリンカーン誘拐やホワイトハウス爆破といった秘密工作を正当化するために偽造されたものだと主張した。スミソニアン・チャンネルの番組では、筆跡鑑定の結果を元に命令書は本物であると判断し、スタントンがこれを書いたと推定した。
戦後、旧連合国政府の公文書等の回収および保存を担当していたフランシス・リーバーに対し、スタントン長官はダールグレン大佐の命令書に関する問い合わせを行った。リーバーがスタントンにこれを引き渡すように命じられた後、命令書の所在はわからなくなった。